# Facultat de Dret (Girona)
L'edifici de la Facultat de Dret és una obra de les darreres tendències de Girona inclosa a l'Inventari del Patrimoni Arquitectònic de Catalunya.

## Descripció
El projecte de la Facultat de Dret de la Universitat de Girona pretenia establir un diàleg entre l'edifici i el seu entorn, establint un equilibri entre l'exterior i els espais interiors.
Es tracta d'una construcció amb diversos nivells edificats de manera esglaonada que oculten el gran volum de l'immoble. La tendència a l'horitzontalitat permet que des de l'exterior no siguin visibles les grans dimensions dels espais interiors. La facultat està formada per una seqüència de plens i buits, parts edificades i jardins exteriors, dotze patis interiors, passadissos i vidrieres horitzontals que, amb tot, permeten que l'interior s'inundi de llum natural. A la planta inferior es troba el nucli de l'edifici, un espai desmaterialitzat i lluminós. Aquí es troben les aules d'informàtica i diversos serveis. Un túnel subterrani en aquesta plana connecta la facultat de dret amb la biblioteca.
Els diversos espais d'aquest immoble estan distribuïts segons la seva funcionalitat; d'aquesta manera, les 24 aules, de dimensions diverses (poden acollir 30, 40, 50 o 100 persones), formen, juntament amb sales de seminaris, la zona de docència. Allunyades de l'espai educatiu es troben les àrees de gestió i administració i aquelles reservades per a la recerca, amb els despatxos dels professors i sales de treball. La Sala de Pràctica Jurídica Mieres i la Sala de Graus Francisco Tomás y Valiente són les dues sales més emblemàtiques de la facultat, tot conferint-li un caràcter elegant.
El projecte va guanyar el Premi Pritzker d'Arquitectura RCR 2017.